# 猫田びより
『猫田びより』（ねこたびより）は、久楽による日本の漫画。

## 概要
会話ができる寝てばかりなネコ・猫田さんの日常を描いた4コマウェブコミック。『ジャンプLIVE』（集英社）2号に『はしやすめに 猫田さん』のタイトルで連載された。その後、『少年ジャンプ+』（集英社）創刊とともに改題・再開し、2014年9月22日より同サイトで連載中。現在、「広告料作者還元＆1500話突破記念！」として全話無料開放されている。
『少年ジャンプ+』創刊作品の一つ。2000話時点で1度も休載せずに毎日更新している。同一タイトルとしては、『少年ジャンプ+』で最も長期間連載されている作品である。久楽は、4コマ漫画の話数ギネス記録を更新するまで連載したいと語っている。
総閲覧数は2021年12月現在、2億回を突破している。2020年7月に『地獄楽』に抜かれるまで、話数の多さ、連載期間の長さ、上記の全期無料開放などにより、『少年ジャンプ+』作品最多の総閲覧数を誇っていた。『週刊少年ジャンプ』（集英社）2015年4・5合併号に出張読切が掲載された。2020年現在、単行本は第2巻までしか出ておらず、掲載部分の大半は単行本未収録である。また、半分以上が睡眠にまつわる猫田さんがメインのLINEスタンプも販売されている。
作中の時間が現実と同時に進んでいくのが本作の大きな特徴である。また、ネタ作りのため個性的なキャラクターが多く、実験的な要素も多い作風となっている。
2021年1月28日の『少年ジャンプ+』の大型アップデート時には、ログイン状態でコメントすると、コメントのアイコンがデフォルトで猫田さんになってしまうバグが発生した。
2024年3月28日にはメンテナンスのため『少年ジャンプ+』が計画的に閲覧不可となり、当日更新の作品はほとんど配信されなかったが、メンテナンス終了後は本作のみ通常連載分と読切4話分が配信された。

## 登場人物

### 田中家
猫田さん
人の言葉を理解して話し、二足歩行もできる猫。名前の由来は「田中家の猫だから」。5月23日生。
睡眠が好きで風呂が嫌い。都合の悪い事は「ニャー」と猫語で話す。普段は髭などを見えなくしたデフォルトの姿だが、たまに写実的なリアル猫verになる。
生後1か月で田中家に来た。犬にライバル心を燃やし、ライオンに憧れている。
田中 亜美/亜美・ダニョライ（亜美ちゃん）
一見平凡だが実は超秀才な猫田さんの飼い主。
初めて足し算を教わると同時に三次方程式まで理解するほど優秀。大学で教授をする。若者らしさが皆無で、特にファッションセンスが絶望的。
デイヴィッド・ダニョライ（デイブ）
亜美の夫。金髪で爽やかなイケメン。当初は留学生。アメリカ人キリスト教徒。誕生日は10月6日（作者と同じ）。
勘違いで学校を辞めた際にビザの期限が切れ、帰国する際に亜美から逆プロポーズされ結婚する。その後は田中家に同居し、アルバイトで生計を立てる。妻や義理の両親との仲は良い。亜美は「デイヴ」、他の家族らは「デイブ」と呼ぶ。
サン・ダニョライ
亜美の息子。名前の由来は1526回のコメント欄「亜美ちゃんの家族の名前はみんな亜美ちゃんの続柄そのままになっていることから、息子→son→サンになるだろう」という予想から。12月25日生。
田中 父（パパ）
亜美の父親。下の名前は父。9月22日生。
大人とは思えない程だらしなく、子供っぽく、何もできない。その代わりに超人的な運の良さを持つ。存在感の無さが高じて、自由に気配が消せる。
田中 大和撫子（ママ）
亜美の母親。下の名前は大和撫子。
鳳凰院家の娘で、鳳凰院咆皇砲・改の使い手の一人。不殺の誓いを立てている。外出時のメイクが個性的。
低脂肪
うずら。名付け親は猫田さん。
亜美が冷蔵庫に入れ忘れたスーパーの卵から猫田さんが孵す。稀に食料扱いされるが、弟のように可愛がられている様子。鳴き声は「プピー」。
カッパ
1868回で初登場。猫田さんと知り合った未確認生物（UMA）。友達に雪男などほかのUMAもいる。
一時期田中家に居候させて貰っていたが、好意で取ってきていた魚を亜美に迷惑と言われ出ていく。
地縛霊
田中家に住む地縛霊。髪の長い女性。
田中家では猫田さんにだけ見える。133回で浮遊霊の免許を取ったが、259回にて剥奪されてしまう。何度か成仏しようとして失敗するが、1509話で成仏する。
猫又の幽霊
三味線の皮にされた猫が猫又となり、そこからさらに幽霊となった姿。
田中 祖父（おじいちゃん）
亜美の父方の祖父。
田中 曽祖父（ひいおじいちゃん）
亜美の曽祖父。父の父の父

### 鳳凰院家
鳳凰院 鉄之進（てっちゃん）
亜美のいとこ。初登場時7歳。平成19年3月16日生。
よく田中家に遊びに来る。
鳳凰院 胡桃
鉄之進の父。亜美のママの弟。資産家。
常に剣道の道着のようなものを着ている強面だが、鉄之進を溺愛していて過保護。政界にも顔が効く。鳳凰院咆皇砲の使い手。
仕事は本物のサンタクロースでプレッシャーによって毎年髪が白くなる。
鉄之進のママ
未だに顔が出たことは無い。いつもお姫様のような服を着ている。
鳳凰院 明子（あーちゃん）
1165回で生まれた鉄之進の妹。11月29日生。
ハム之進
鉄之進のペット。鳳凰院邸で豪華な暮らしを送るが、猫田さんには食料と見られることが多い。

### 近所の猫
ジョニー
7回で初登場。猫田さんが住む地域のボス猫。
野良猫でワイルドぶっているが、人間の文化にすっかり染まっている。
ジョン
14回で初登場（26回説もある）する猫。名前は26回で発覚。
この辺りの猫を仲間、家族（ファミリー）だと思っている。
ジョージ
14回で初登場（26回説もある）する猫。名前は26回で発覚。
信条は自由（フリーダム）。
ジョゼフ
ダジャレやくだらないギャグが大好きな猫。
ジェシカ
猫田さんが恋している猫。猫カフェ経営者。
経営は順調らしく、高級車で通勤している。
ジョイ
スコティッシュフォールドの子猫。不老不死の売れっ子モデル。
ジョバンニ
ジョニーとの決闘で色々あったが負けた猫。初登場時はジェバンニという名前だったが、しっくりこないため改名させられた。

### 猫田さんの友達
犬井くん
猫田さんと同じく二足歩行や人との会話が可能な犬。
猫田さんは犬に対抗心を持ち、犬井くんにもつっかかるが、基本的には仲良し。亀井とよく一緒にいるが、飼い主はその兄。
サクライタケシ
実在の漫画家兼おにぎり屋。久楽と同じく『少年ジャンプ+』創刊メンバー。
おむすびの日（1月17日）である1579話で初登場。その後もたびたびコラボレーションなどで登場する。
宇宙人
地球に訪れた宇宙人。地球の支配者は猫だと誤解している。
鬼
節分の時期にちょくちょく出てくる
サブ
寿司職人の見習い。ジョニーと猫田さんに刺身の余り物をくれる。

### その他
亀井君
ずっと大学受験に失敗し続けて諦めた青年。
猫田さんに「ニート」呼ばわりされるが、犬井くんには信頼されている。FX、YouTuber、漫画家の才能がそこそこあるが、どれも本人は気に入らないらしい。メガネを取るとイケメン。高校時代、「亀井」と「神」の発音が似ているため「神近生徒」にされた。亜美が好き。
ジョゼフの飼い主
ナチュラルサイコパスの女性。
ジョゼフの心を読めると言っているが、実際は全然合っていない。長らく名前が判明していないため、読者からは「サイ子」と呼ばれている。パス美ちゃんからはお前と呼ばれることが多い。
パス美（パス美ちゃん）
ジョゼフの飼い主と友達。何度か猫田さんに命を救われる。ジョゼフの飼い主と違い、登場時に名前で呼ばれることが多い。
キリギリス
82回（イソップ猫田さんシリーズの第2弾）で初登場。その後も何度か登場する。
ミュージシャンになり曲を大ヒットさせるが、詐欺罪で終身刑になる。
洗濯物畳みロボット
亜美が作ったAI搭載ロボット。いちいち手渡ししないといけないため効率性は低い。その後も何度か登場する
スピンクス
2994回で初登場。その後も何度か登場する。謎々とみせかけて理不尽な問題を出してくるメンヘラ女子。
未来人
1664回で初登場。その後も何度か登場する。自称「未来からきたサン」。
セールスマン推瓜
田中家に何度かセールスをしに来たセールスマン。その後先輩を呼んだりする
カラス
猫田さんの天敵。432回ではママの使い魔となる。
武蔵ピザ
絶対に数時間遅れるピザ屋。家に到着するや否や客に「お客様破れたり」と竹刀(？)で頭を叩く。遅れたらピザ代は無料。
カエル
242回で初登場。冬眠開け直後に猫田さんと出くわすなど散々な目に遭う。
一 女（にのまえ イヴ）
亜美の友達。初登場からしばらく名前がなかったが634回で判明する
耀星 豫縒子（シャイニングスター よしこ）
亜美の友達。女と共に名前が判明する

## はしやすめに 猫田さん
『はしやすめに 猫田さん』（はしやすめにねこたさん）は、久楽による日本の漫画。『猫田びより』のプロトタイプ。『ジャンプLIVE』2号配信。全40話。『猫田びより』と同じく毎日更新だったが、4コマではなかった。
作者の久楽が連載をとれず、妻と落書きしているとき、妻が偶然描きやすい顔を描いたのが猫田さんのもとになった。当時の編集長瓶子吉久が猫好きだったため連載に至ったという。
『週刊少年ジャンプ』2014年4号に「新世代爆笑戦士集結!!ニューカマーギャグ祭!!」の一つとして、出張版が掲載された。

## 書誌情報
- 久楽『猫田びより』 集英社〈ジャンプ・コミックス〉、既刊2巻（2015年7月3日現在）
  1. 2015年3月9日第1刷発行（3月4日発売[集 1]）、ISBN 978-4-08-880290-9
  2. 2015年7月8日第1刷発行（7月3日発売[集 2]）、ISBN 978-4-08-880441-5